# Shuangluan
Shuangluan (en chino, 双滦; pinyin, Shuāng·Luán) es un distrito urbano bajo la administración directa de la ciudad-prefectura de Chengde. Se ubica en la provincia de Hebei, este de la República Popular China. Su área es de 451 km² y su población total para 2010 superó los 146 mil habitantes. 

## Administración
El distrito de Shuangluan se divide en 9 pueblos que se administran en 3 subdistritos, 5 poblados y 1 villa.